# Skånelands flag
Skånelands flag eller Skånes flag er rødt med gult kors og lanceredes i 1800-tallet af professor Martin Weibull som det moderne hjemstavnssymbol for Skånelandene (Skåne, Halland, Blekinge og Bornholm). Flaget kombinerer Dannebrogs røde farve med den gule farve i det svenske flag, som også er Skånes våbenfarver. 
Siden 1960'erne er der udgivet en række teorier om, at det skånske korsflag med et gult kors på rød baggrund blev skabt i middelalderen, muligvis knyttet til ærkebiskopperne i Lund eller unionskongen Erik af Pommern (regerede 1396-1439), og derefter genskabt i 1800-tallet af Martin Weibull. Disse teorier er blevet afvist af historikere. Ifølge professor Dick Harrison kan ingen middelalderlig oprindelse bevises, og sådanne teorier "bør tages med et stort gran salt".
Den svensktalende befolkningsgruppe i Finland benytter et lignende flag.
Det Skånelandske Flags Dag er 3. søndag i juli.

Der er fire almindeligt accepterede flagdage: 
- 24. januar anerkendelsens dag er dagen da Skånelandene blev optaget som medlem i UNPO i 1993. [6]
- 15. februar hukommelsens dag er dagen i 1679 da snaphanekrigen var slut. [7]
- tredje søndag i juli hvert år er Det Skånelandske Flags Dag.
- 24. august samhørighedens dag er dagen i 1103 da Lunds ærkestift med Halland, Skåne, Blekinge og Bornholm, dannedes.[8]